# Yosvani Despaigne
Yosvani (Yosvany, Yosvane) Despaigne Terry, (* 13. dubna 1976 v Cienfuegosu, Kuba) je bývalý kubánský zápasník – judista. V roce 2007 obdržel italské občanství.

## Sportovní kariéra
Judu se věnoval po vzoru svého otce Julia. Společně se svým mladším bratrem Oreidisem se připravoval v tréninkové skupině Justa Nody. Patřil k širší světové špičce. Známým se stal díky své rivalitě proti fenomenálnímu Nizozemci Marku Huzingovi, se kterým měl vyrovnanou zápasovou bilanci. Na letních olympijských hrách startoval třikrát. Na olympijských hrách v Atlantě a na olympijských hrách v Sydney neuspěl, když mu porážky z mistrovství světa vrátil Nizozemec Huizinga. V roce 2004 na olympijských hrách v Athénách vypadl v prvním kole. Tehdy však měl myšlenky na emigraci a následně se rozhodl v Evropě usadit. Azyl mu poskytla Itálie, kde v roce 2007 obdržel státní občanství. Pokoušel se prosadit v italské reprezentaci, ale bez lepšího výsledku. V Cameranu se věnuje trenérské práci a Itálii reprezentuje na veteránských mistrovstvích.

## Výsledky
| Turnaj                  | 1996         | 1997         | 1998         | 1999         | 2000         | 2001         | 2002         | 2003         | 2004         |
| Turnaj                  | 20           | 21           | 22           | 23           | 24           | 25           | 26           | 27           | 28           |
| Turnaj                  | střední váha | střední váha | střední váha | střední váha | střední váha | střední váha | střední váha | střední váha | střední váha |
| ----------------------- | ------------ | ------------ | ------------ | ------------ | ------------ | ------------ | ------------ | ------------ | ------------ |
| Olympijské hry          | úč.          |              |              |              | úč.          |              |              |              | úč.          |
| Mistrovství světa       |              | úč.          |              | 7.           |              | úč.          |              | 5.           |              |
| Panamerické hry         |              |              |              | 3.           |              |              |              | 3.           |              |
| Panamerické mistrovství | 3.           | 3.           | 3.           | —            | —            | —            | 1.           | —            | 3.           |